# Aleš Suchomel
Aleš Suchomel (* 10. června 1966 Ústí nad Orlicí) je český kinantropolog a vysokoškolský učitel, od roku 2024 děkan Fakulty přírodovědně-humanitní a pedagogické Technické univerzity v Liberci (FP TUL). 

## Životopis
Narodil se v červnu 1966 v Ústí nad Orlicí. V roce 1984 absolvoval Gymnázium Žamberk. V roce 1989 absolvoval studium učitelství všeobecně vzdělávacích předmětů pro 5. až 12. ročník (ZŠ a SŠ) s aprobací pro biologii a tělesnou výchovu na Pedagogické fakultě v Hradci Králové (získal titul doktora pedagogiky). V roce 1989 krátce působil jako učitel tělesné výchovy a přírodopisu na základní škole v Ústí nad Orlicí. V roce 1990 začal pracovat na Fakultě přírodovědně humanitní a pedagogické Technické univerzity Liberec. V roce 2001 navázal na své magisterské studium doktorským studiem kinantropologie na Fakultě tělesné výchovy a sportu Univerzity Karlovy. V roce 2007 se na téže fakultě navíc v oboru kinantropologie také habilitoval, o rok později se stal členem vědecké rady FP TUL.
V roce 2015 se stal vedoucím Katedry tělesné výchovy a sportu FP TUL. V roce 2019 se stal proděkanem fakulty pro akreditace, poté působil od roku 2020 jako proděkan pro rozvoj a akademické záležitosti. Suchomel navíc v letech 1992 až 1998 působil jako člen akademického senátu fakulty, v letech 2005 až 2008 byl pak členem akademického senátu celé Technické univerzity v Liberci. V letech 2017 až 2023 byl navíc členem rady pro vnitřní hodnocení TUL. V říjnu 2023 byl jako jediný kandidát zvolen děkanem FP TUL. Funkce se ujal na začátku roku 2024, ve funkci tak vystřídal Jana Picka.
V rámci své odborné činnosti se zaměřuje na problematiku antropomotoriky a metodologie výzkumu, tematicky se zaměřuje na oblast motorické výkonnosti osob školního věku. Od roku 1994 je členem České kinantropoologické společnosti, v letech 2004 až 2008 působil jako její vědecký sekretář, v letech 2004 až 2019 byl členem jejího výkonného výboru.
Aleš Suchomel je ženatý a má dvě děti.